# Bangarupalem
Bangarupalem là một trong 66 mandal thuộc huyện Chittoor, bang Andhra Pradesh. The mandal borders Tamil Nadu and is bounded by Palamaner, Gangavaram, Thavanampalle and Yadamari mandals of Chittoor district.